# الرجل العناب (مسلسل)
الرجل النناب، مسلسل تلفزيوني مصري عرض في رمضان 1434هـ/2013م.

## قصة المسلسل
تدور أحداث المسلسل في إطار من الكوميديا والخيال العلمي حول مطرب في فرقة غنائية يدعى «عصفور» يجسد دوره أحمد فهمى، يسعى لأن يكون مطربا مشهورا ويتعرض لحادث اصطدام بسيارة يقودها مخترع شاب فاشل هو «بيرم» الذي يجسد دوره هشام ماجد، فيصطحبه معه إلى منزله ليسعفه ويحضر له محلولا من اختراعه لينقذه ويمنحه القوة، ويوجد لدى هذا المخترع قرد يعبث بالمواد الموجودة بالمعمل، ويضيف للمحلول بشكل عبثى بعض هذه المواد وعندما يحقن بها «عصفور» يتحول إلى إنسان خارق، حتى أن أتوبيسا يصدمه دون أن يتعرض لأى إصابات، كما أصبح يستطيع الطيران وفعل عدة أشياء خارقة، فيطلق عليه بيرم لقب «الرجل العناب»، ويسعى للإعلان عن أنه هو الذي اخترع المحلول الذي حول «عصفور» إلى إنسان خارق، فيقرر أن يرمى نفسه من فوق برج القاهرة بعد أن يتفق مع «عصفور» على أن يطير وينقذه فيشاهده الجميع ويصدقون قدرات هذا الرجل العناب، وهو ما يحدث بالفعل ويثير ضجة كبيرة في مصر، ويسعى «بيرم» لاستغلال «عصفور» وقدراته فيجعله يعمل في البداية في خدمة توصيل الطلبات بسرعة فائقة مستغلاً قدرته على الطيران، وفي نفس الوقت تسعى الشرطة لمحاولة الوصول لهذا الرجل العناب واستغلاله في عملها، إلا أنها تفشل في ذلك فتوهم الناس أنها استطاعت أن تصنع شرطيا خارقا وهو «تيسير»، الذي يجسد دوره «شيكو»، وتنفذ مشاهد خادعة بـ«الجرافيك» وهو يطير مثل الرجل العناب، ولكن الأمر ينكشف بعد ذلك، ويسعى رجل الأعمال «صريح الفيل» الذي يجسد دوره صلاح عبد الله للاستفادة من الرجل العنابي، ويسعى أيضا لترشيح نفسه في انتخابات رئاسة الجمهورية، ويتفق مع «بيرم» على أن يقوم العنابي من خلال قدراته الخارقة بمساعدته في ذلك مقابل مبلغ كبير، ويوافق على هذا رجل الأعمال الذي يرأس حزبا سياسيا وجريدة باسم «الصراحة راحة» ومجموعة قنوات تليفزيونية باسم «الفيل» يقدم هو كل برامجها.

## طاقم التمثيل
- أحمد فهمي
- هشام ماجد
- شيكو
- صلاح عبد الله
- انتصار
- ميريت أسامة
- يوسف عيد
- إنجي وجدان
- خليل مرسي
- سامي مغاوري
- غسان مطر
- مجدي إدريس
- إيناس عز الدين
- رضا إدريس
- ماهر ماهر
- أحمد فتحي
- أيمن منصور
- محمود البزاوي
- علي ربيع
- محمد علي رزق
- محمد عبد الرحمن
- ظهور خاص للإعلامي خيري حسن